# Der Bucklige (Jawlensky)

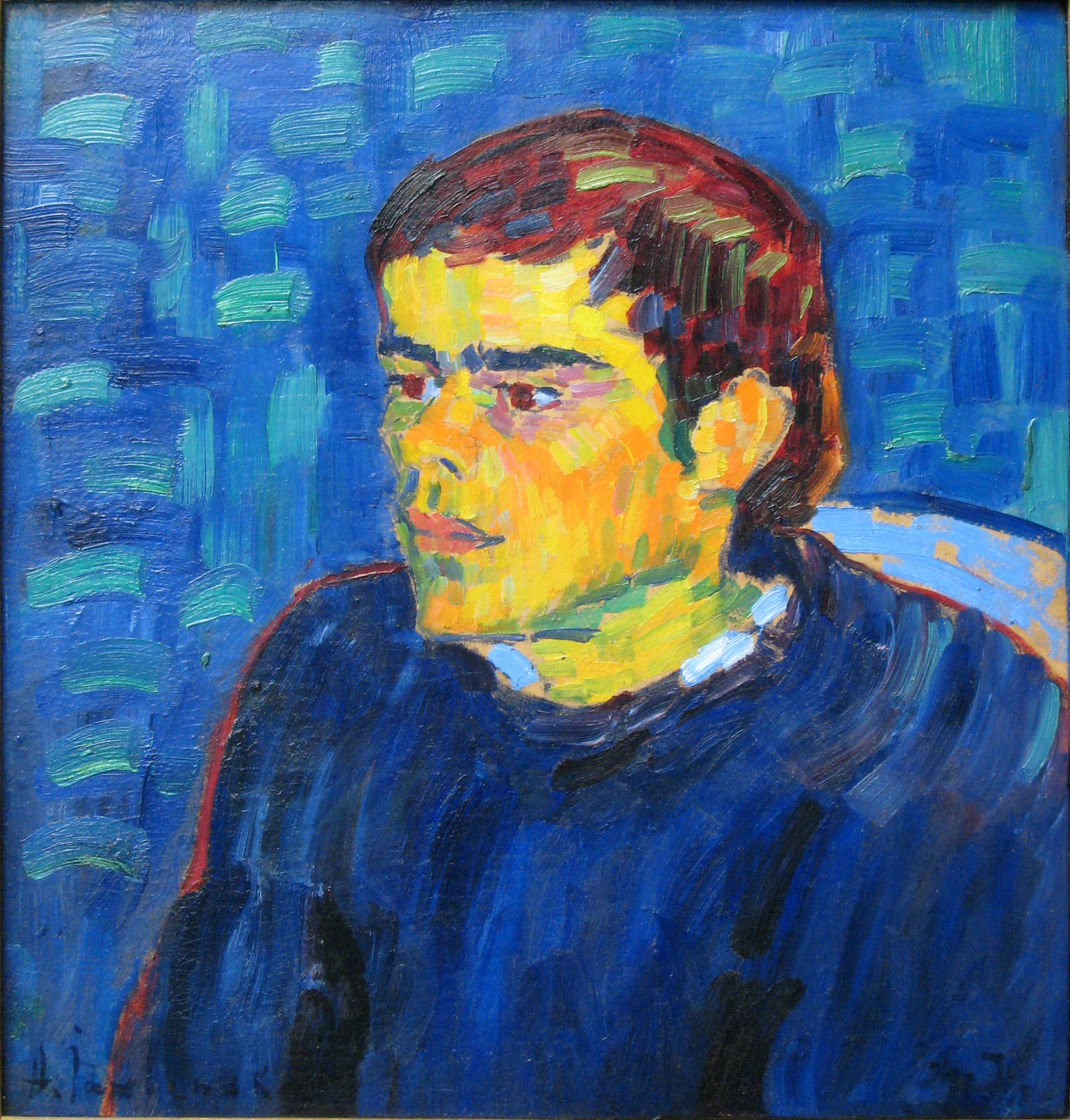
Alexej von Jawlensky: Der Bucklige, Öl auf Karton, 1906

Der Bucklige ist der Titel eines Gemäldes des deutsch-russischen Malers Alexej von Jawlensky. Das Werk gehört zum Bestand der Städtischen Galerie im Lenbachhaus in München; seine Entstehung wird ins Jahr 1906 datiert.

## Beschreibung
Das Werk ist eine Ölmalerei auf Karton, 49,7 cm  ×  52,8 cm. Auf der Vorderseite befindet sich unten links eine Signatur „A. Jawlensky“ und zusätzlich ein Monogramm unten rechts „A.J.“
Das Porträt im Halbprofil zeigt das Brustbild eines jungen Mannes mit braunem Haar in einem blauen Pullover vor einem blauen Hintergrund; das Modell sitzt auf einem Stuhl, ein Stück der Lehne ist zu erkennen; sein Blick ist am Betrachter vorbei in die Ferne gerichtet. Der eher nachdenkliche Ausdruck des jugendlichen Gesichts wird bestimmt durch die Partie der Augen und die besondere Betonung der Augenbrauen. Die Farbigkeit des Bildes zeigt einen starken Komplementärkontrast aus dem Blau von Pullover und Hintergrund und den gelben und orangefarbigen Farbtönen des Gesichts. Das braune Haar sowie das Hellblau in Hemdkragen und Stuhllehne schaffen die Übergänge im Farbkontrast. Die Malweise zeigt einen Farbauftrag in kurzen, breiten, im Hintergrund kreuzweise angelegten Pinselstrichen, die im Porträt der Form von Kopf, Gesicht und Oberkörper folgen.
Der Bildtitel folgt der Angabe auf der Rückseite des Kartons, die von fremder Hand folgendermaßen beschriftet ist: Der Bucklige 1905, Bretagne, V.K. Nr. 8. Das Motiv eines Menschen mit körperlichen Abweichungen, das in diesem Porträt nicht augenscheinlich, sondern durch den Titel gegeben ist, wurde von Jawlensky auch in weiteren Werken aufgegriffen.

## Provenienz
Zur Provenienz lassen sich folgende Stationen ermitteln: „P. [Privatbesitz] Locarno“, Galerie Beyeler. 1963 wurde es von der Städtischen Galerie im Lenbachhaus mit Geldern aus dem Vermächtnis Gabriele Münter erworben. Das Gemälde wurde 1959 verzeichnet im „Katalog der Gemälde“ von Clemens Weiler und in seinem „Werkstattverzeichnis“ 1970, des Weiteren 1991 im „Catalogue Raisonné“.